# 金子彰史
金子 彰史（かねこ あきふみ、1969 - 1970年頃-）は日本のゲームクリエイター。株式会社ウィッチクラフト取締役顧問、株式会社アリア・エンターテインメント執行役員クロスメディア部チーフプロデューサー。サウンドトラックのライナーノーツ等、一部メディアでは「かねこあきふみ」名義で活動を行っている（おふざけ要素が入る場合、平仮名表記の名義を使う場合がある）。

## 略歴
小学校の頃は漫画家に憧れ、ウルトラマンの自作漫画を制作するも、画力の低さから友人にからかわれ、漫画家の夢を早々に断念する。
成長後は地元である九州から東京に出て、求人誌で見つけたゲーム会社の募集に「ラクそうだった」という理由で応募し、日本テレネットに入社する。なお、その際に持ち込んだ企画書の一つは、後に『ワイルドアームズ アドヴァンスドサード』となる作品であった。
テレネット時代は主に『天使の詩』シリーズの制作に参加。西健一のアシスタントを務めた後、続編で制作の指揮を執るようになる。
その後日本テレネットを退社し、1993年3月に福島孝らと共にメディア・ビジョン（一時期社名をメディア・ビジョンエンタテインメントとしていた）を設立。ソニー・コンピュータエンタテインメント（SCE）の下でプレイステーション用ゲームの制作を開始する。
1996年発売の『ワイルドアームズシリーズ』の第一作、『ワイルドアームズ』ではトータルデザインとシナリオを担当し、以降も10年以上継続していくシリーズに、時にはプロデューサーや漫画版の原案担当として関わっていく事になる。
その後、メディア・ビジョンエンタテインメントを退社。2008年1月11日に遠藤正二朗と共にウィッチクラフトを立ち上げ、代表取締役社長に就任する。
メディア・ビジョンエンタテインメント退社及びウィッチクラフト設立の理由については、「現場の体制を作り出すには肩書きが必要となる一方、社内での昇進に伴う「大人らしさ・堅苦しさ」は自身が理想とする「好きな事を楽しくやる」という環境を制約してしまう為、理想の環境制作の為に一から会社を立ち上げた」という旨を語っている。
2012年1月に放送が開始した『戦姫絶唱シンフォギア』は自身が初めて原作を手がけるアニメ作品となった。
2015年10月、ウィッチクラフトの代表取締役及び社長の職を遠藤正二朗に譲り、自身は非常勤の取締役顧問に就いたことが同社の公式サイトにて明らかにされた。この異動について、「創作の方に自分の時間を集中させる」ためと述べている。また、2016年には『戦姫絶唱シンフォギア』を通じて関わりと持っていた上松範康が代表を務めるアリア・エンターテインメントがクロスメディア部を設立したのに伴い、上松に請われる形で執行役員チーフプロデューサーに就任している。
2022年、『ワイルドアームズ』の精神的続編『アームドファンタジア』を発表。同じく『シャドウハーツ』の精神的続編『ペニーブラッド』と2作品同時のクラウドファンディングをKickstarterにて実施し、約3億7900万円という目標の4倍近い開発資金の調達に成功した。

## 作風
『ワイルドアームズシリーズ』では「トータルゲームデザイナー」という役職で、ゲームのストーリー・台詞・演出、キャラクターやモンスター（怪獣）の名称や設定、BGMのタイトル等、ゲームの根幹である様々な部分にその名の通り“トータル”に携わってきた。
その後『ワイルドアームズ ザ フィフスヴァンガード』の制作を期にプロデューサーとしての活動を開始した。プロデューサーになった理由については『ワイルドアームズ ザ フォースデトネイター』制作時に発生した開発期間の短縮に関するSCEとのトラブルがきっかけで、裏方に徹して開発側とSCEの橋渡し役となる為であった事を明かしている。ただしクレジット上はプロデューサーであるが、完全に開発から離れた訳ではなく、『WA5』では一部のシナリオ・キャラクター設定を考案したり、『ワイルドアームズ クロスファイア』では新規シナリオ制作を行っている。

### パロディ要素
『ワイルドアームズシリーズ』では漫画や特撮、神話等、様々な作品のパロディやオマージュネタが出ており、それらに関しては「（『WA4』の主人公が水上を走るシーンについて）ワイルドアームズ自体、僕が昔見て面白かったマンガとかアニメの要素を詰め込んでいるんです。（中略）あれも、マンガ元ネタです。『ハイスクール○面組』で、足が沈む前に次を踏み出せば水の上を歩けるはずだっていう」、「（ラギュ・オ・ラギュラのビジュアルが某宇宙恐竜にそっくりな理由について）単純に金子が某怪獣が大好きだからです」、「（黙示録に登場する獣をモチーフにしたモンスター、ぐれーたーびーすとについて）俺はこういうの詳しいんですけど（中略）だからあの文章だけ見せて「君はここからどんな姿をイメージする？」って描いてもらった」等と自身の趣味で意図的に行っている事を告白している。
また、それと同時に『ワイルドアームズシリーズ』間で共通するキーワードやアイテム、台詞といった「お決まりのネタ」を扱ったり、『天使の詩』シリーズや『クライムクラッカーズ』シリーズ等、自身が手がけた過去の他作品からネタを持ってきたりと「セルフパロディ」と言える要素も随所に盛り込まれている。それらの要素に関しては「作品間に接点があるわけではありません。あくまでも金子のお遊びだと考えてください。自分が手掛けると、同シリーズ内に、あるいは別のシリーズにまたがって、何かしらの共通ネタを仕込むのが好きなんです。」といった発言をしている。
ウィッチクラフト移籍後もその作風は変わらず、『星葬ドラグニル』や『戦姫絶唱シンフォギア』でも『ワイルドアームズシリーズ』のネタを取り入れるといった形で行われている。

### アクション要素
『WA4』以降の作品に顕著な特徴として、「拳銃射撃の反動で空中を飛び、次々とミサイルを破壊する」（WA4）、「生身のキャラクターがエネルギーの刃を真剣白刃取り」（WA5）、「卓越した武術でコンクリートを破壊したり、強力な攻撃を素手で止める」（戦姫絶唱シンフォギア）といった「過度な演出のアクション要素」が増えている点があり、自身も「（WA4以前は演出表現の技術が足りなかったが為に出来なかったが）昔から、ああいうばかげたアクションがやりたかった」と述べている。

### 敵サイドへの思い入れ
作品デザインの特徴として、敵キャラクターを始めとして、モンスターやロボット等々、『敵サイド』に関しては力を入れている旨の発言を書籍インタビューや日記等にて度々発している。
『ワイルドアームズシリーズ』に登場するモンスターの名称考案は金子が担当しているが、特に『ワイルドアームズ』から『ワイルドアームズ アルターコード:エフ』に至っては全てのモンスターの名称を考案しており、「こんなおいしい仕事をほかの誰にも渡すものかよ！」と明言している他、モンスター以外の敵キャラクターに関しても「毎度のことですが、敵サイドは楽しい以外に言葉が見つからないくらいにノリノリで仕事させてもらいました。悪役の台詞は書いていて電光石火が身体に走ります」と、設定・演出面への思い入れを語っている。

### 日記
メディア・ビジョンエンタテインメント所属時、2006年2月6日から2008年2月6日まで『ワイルドアームズ』のモバイルサイトにて「ブルーブックリポート（BBR）」と呼ばれる日記を掲載していた。しかし日記の内容は金子自身の趣味に関する話題が多く、かつて一週間程度に渡って映画の話を続けた際は、読者から「書いている内容が分からないから止めてくれ」という旨の苦情が来た事もあった。
ウィッチクラフトに移った現在も、公式ページのスタッフブログにて日記を綴っている。話題はホラー映画やアメリカン・コミックス、クトゥルフ神話等と多岐に渡り、『ワイルドアームズシリーズ』にて見られる他作品のパロディやオマージュのきっかけとなっている「趣味の多さ」を覗かせている。

### その他
町田松三は『ワイルドアームズシリーズ』の魅力について「ユーザーのツボに入るようなことが絶え間なく起こること」とし、金子は難しいテーマでも自分の中で整理して噛み砕き、説教臭くならないようにエンタメに昇華させて若いユーザーにも分かりやすいようにしている、と語っている。これに対し金子は「俺自身が偉いと思ってないからじゃないかなぁ。脳内はエブリタイム中学生だから」と語っており、設定や解説に物語の尺を使いたくない事も理由としている。
一方、金子自身は毎回全部出し切る姿勢で続編を考えずに作っていると語っており、町田の作品を「素晴らしく物語を落着させた後にシリーズが連綿とつながっていく。追いかける醍醐味がある」と評価し、『シャドウハーツII』を前作のバッドエンドから繋げた事を絶賛している。

## 作品
日本テレネット
- 天使の詩：企画アシスタント
- 未来少年コナン[19]
- ぽっぷ'n まじっく：メインプランナー[19]
- 天使の詩II ～堕天使の選択～：ディレクション、シナリオ

メディア・ビジョンエンタテインメント
- クライムクラッカーズ：ゲームデザイン
- ワイルドアームズ：トータルデザイン、シナリオ
- クライムクラッカーズ2：ゲームデザイン
- ワイルドアームズ セカンドイグニッション：トータルゲームデザイン、シナリオ
- ワイルドアームズ トワイライトヴェノム：企画協力
- ワイルドアームズ花盗人：トカ＆ゲーの台詞担当（登場人物の項を参照）
- ワイルドアームズ アドヴァンスドサード：トータルゲームデザイン、シナリオ
- ワイルドアームズ アルターコード:エフ：トータルゲームデザイン、シナリオ
- ワイルドアームズ ザ フォースデトネイター：トータルゲームデザイン、シナリオ
- ワイルドアームズ ザ フィフスヴァンガード：プロデュース
- セツの火：プロデュース
- ワイルドアームズ クロスファイア：プロデュース、シナリオ、漫画版の原案担当

ウィッチクラフト
- THE 裁判員 〜1つの真実、6つの答え〜
- 魔法少女リリカルなのはA's PORTABLE -THE BATTLE OF ACES-：トータルゲームデザイン
- 魔法少女リリカルなのはA's PORTABLE -THE GEARS OF DESTINY-：トータルゲームデザイン
- 戦姫絶唱シンフォギア：原作（上松範康と連名）、シリーズ構成、脚本、漫画版の原作・脚本担当
- 星葬ドラグニル：ラインプロデュース
- 戦姫絶唱シンフォギアG：原作（上松範康と連名）、シリーズ構成、脚本、ライブオーディエンス（第一話、声の出演）、一部楽曲の作詞
- 戦姫絶唱シンフォギアGX：原作（上松範康と連名）、シリーズ構成、脚本、一部楽曲の作詞

アリア・エンターテインメント
- 戦姫絶唱シンフォギアAXZ：原作（上松範康と連名）、シリーズ構成、一部の脚本
- 戦姫絶唱シンフォギアXV：原作（上松範康と連名）、シリーズ構成、一部の脚本
- プリンセッション・オーケストラ：企画原案
- アームドファンタジア：トータルゲームデザイン、シナリオ

## 関連人物
なるけみちこ
日本テレネット所属時代の同期。退社した後も『ワイルドアームズシリーズ』で共に制作を行っている。
都築真紀
『WA5』開発前に出演声優（水樹奈々）の資料用として観た『魔法少女リリカルなのはA's』のファンになり共通の知人を介して知り合った。
都築自身も『ワイルドアームズシリーズ』のファンであり、以降は都築が『ワイルドアームズ』のモバイルサイト用に描き下ろしイラストを提供したり互いの作品に関連する書籍にて対談を行ったりしている。後に金子彰史がウィッチクラフトに移った際は、『魔法少女リリカルなのはA's』のゲーム版の制作に携わる事になった。
遠藤正二朗
日本テレネット所属時代の同期。メディア・ビジョンエンタテインメント所属時は『セツの火』で制作を共にし、ウィッチクラフトを立ち上げる際には金子彰史のサポートを行った。